# Катерина Білокур (монета)
«Катери́на Білоку́р» — ювілейна монета номіналом 2 гривні, яку випустив Національний банк України. Присвячена 100-річчю від дня народження народної художниці України — Катерини Василівни Білокур (1900—1961 роки), яка все життя присвятила квітам, увічнюючи їх на полотнах.
Монету введено в обіг 28 листопада 2000 року. Вона належить до серії «Видатні особистості України».

## Опис монети та характеристики
| Номінал грн. | Метал      | Маса, грам | Діаметр, мм. | Якість виготовлення | Гурт     | Тираж, штук |
| ------------ | ---------- | ---------- | ------------ | ------------------- | -------- | ----------- |
| 2            | нейзильбер | 12,8       | 31,0         | звичайна            | рифлений | 30 000      |

### Аверс
На аверсі монети зобразили малий Державний Герб України, квіткове поле, створене за мотивами картин художниці та написи: «УКРАЇНА», «2000», «2», «ГРИВНІ», логотип Монетного двору Національного банку України.

### Реверс
На реверсі монети розмістили поясне зображення художниці, створене за мотивами її автопортрету, круговий напис: «КАТЕРИНА БІЛОКУР» та «1900—1961».

## Автори

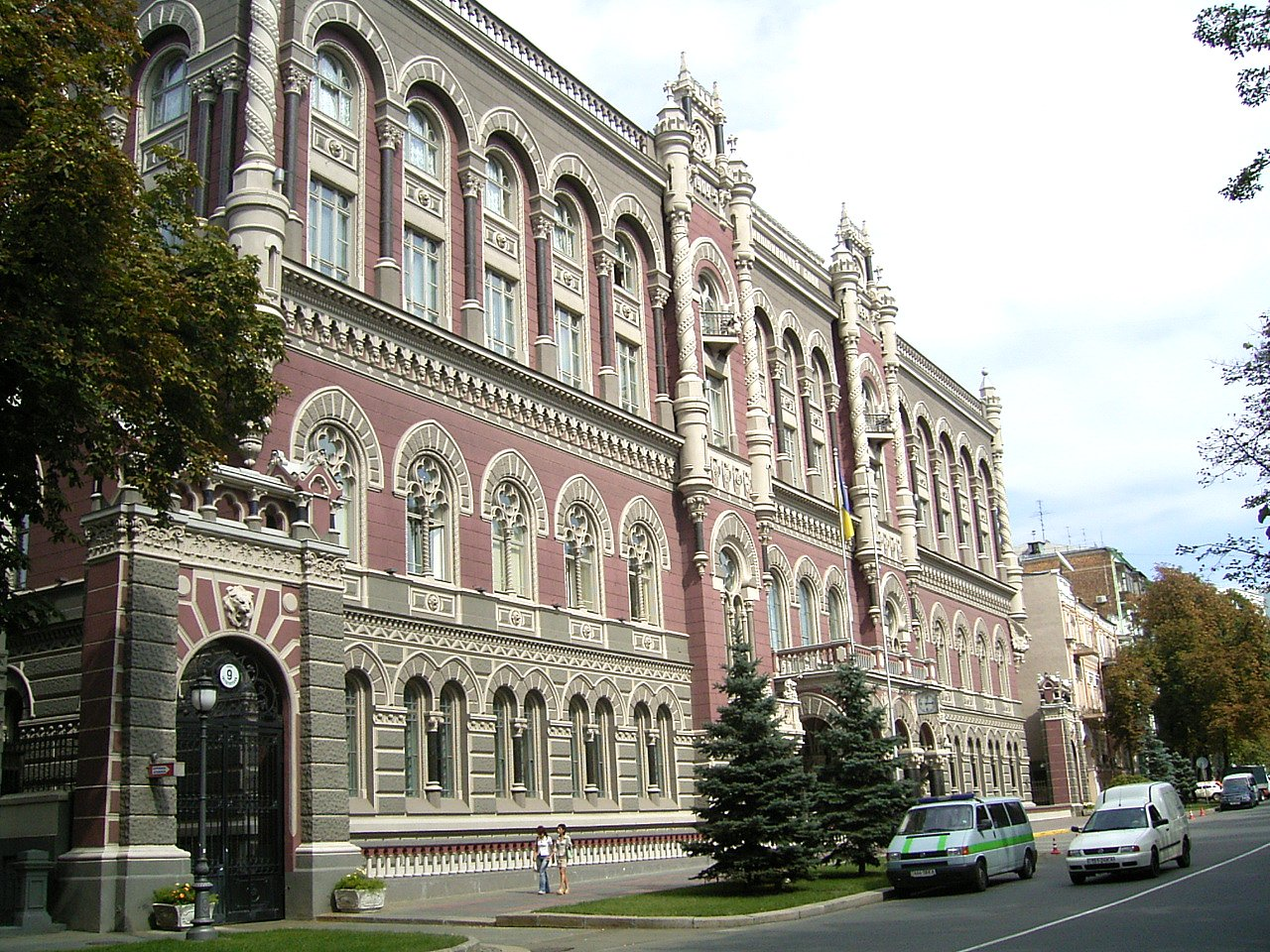
Будівля Національного банку України

- Художники: Микола Кочубей, Олександр Івахненко.
- Скульптори: Володимир Дем'яненко, Святослав Іваненко.

## Вартість монети
Під час введення монети в обіг 2000 року, Національний банк України розповсюджував монету через свої філії за номінальною вартістю — 2 гривні.
Фактична приблизна вартість монети з роками змінювалася так:
| Рік        | 2010 | 2011 | 2012 | 2013 | 2014 | 2015 | 2016 | 2017 | 2018 | 2019 | 2020 | 2021 | 2022 | 2023 | 2024 | 2025  |
| ---------- | ---- | ---- | ---- | ---- | ---- | ---- | ---- | ---- | ---- | ---- | ---- | ---- | ---- | ---- | ---- | ----- |
| Ціна, грн. | 150  | 160  | 200  | 200  | 185  | 230  | 330  | 360  | 340  | 340  | 360  | 350  | 440  | 450  | 920  | 1 000 |